# Pauillac
Pauillac – miejscowość i gmina we Francji, w regionie Nowa Akwitania, w departamencie Żyronda.
Według danych na rok 1990 gminę zamieszkiwało 5670 osób, a gęstość zaludnienia wynosiła 249 osób/km² (wśród 2290 gmin Akwitanii Pauillac plasuje się na 72. miejscu pod względem liczby ludności, natomiast pod względem powierzchni na miejscu 438.).